# Арсеньев, Михаил Васильевич
Михаил Васильевич Арсеньев (8 ноября 1768 — 2 января 1810, Тарханы, Пензенская губерния) — дед М. Ю. Лермонтова по материнской линии, помещик.

## Биография
Михаил Васильевич Арсеньев происходил из дворянского рода Арсеньевых; был сыном Василия Васильевича Арсеньева и его супруги Ефимьи Никитичны Арсеньевой (урожд. Ивашкиной). Учился в Богородицком пансионе, который был основан знаменитым учёным и ботаником А. Т. Болотовым.
По окончании образования Михаил Арсеньев поступил на службу в Преображенский лейб-гвардии полк, в котором служил в течение нескольких лет. Выйдя в отставку в чине капитана, женился на Елизавете Алексеевне Столыпиной, дочери Алексея Емельяновича Столыпина. После свадьбы на приданое жены приобрёл село Тарханы, которое было записано на имя его супруги.
В 1795 году в семье родилась единственная дочь Мария (1795—1817). После рождения ребёнка супруги отдалились друг от друга, поскольку Михаил Васильевич увлёкся соседкой-помещицей Н. М. Мансыревой, что стало причиной фактического прекращения супружеских отношений.
С 1807 по 1810 год Михаил Арсеньев служил в качестве предводителя дворянства в Чембарском уезде.
1 января 1810 года в Тарханы стали приезжать гости на театральное представление, организованное Арсеньевыми. Упоминается что Арсеньев часто выходил на крыльцо для встречи Мансыревой, которая не приехала из-за полученной угрозы от её супруга. В постановке «Гамлета» господа и крепостные вместе играли свои роли; сам Арсеньев играл роль могильщика в V действии. После окончания спектакля Арсеньев ушёл в гардеробную, где пришедшие гости нашли его мёртвым, сжимавшим в руке записку от Мансыревой; Михаил Арсеньев покончил с собой, приняв яд. Был похоронен в Тарханах, в семейном склепе Арсеньевых.

## Семья
Единственная дочь Мария (1795—1817) вышла замуж за отставного офицера Юрия Петровича Лермонтова (1787—1831); она стала матерью знаменитого поэта Михаила Лермонтова (1814—1841).